# Koszt operacyjny
Koszt operacyjny (ang. OPEX, operating expense) – to koszt ponoszony w związku z codziennym działaniem przedsiębiorstwa, niepowiązany bezpośrednio z produkcją.
Pojęcie kontrastuje z nakładem inwestycyjnym (ang. CAPEX, capital expenditures), czyli wydatkiem na rozwój środka trwałego. Do kosztów operacyjnych należą m.in. energia elektryczna czy utrzymanie czystości. Różnica między nakładem kapitałowym a kosztem operacyjnym może nie być oczywista dla części nakładów; na przykład, odmalowanie parkingu może być uznane za część działalności operacyjnej centrum handlowego. Jako rozgraniczenie przyjmuje się to, czy korzyść z nakładu przekracza aktualny rok obrotowy.
W przeciwieństwie do nakładów inwestycyjnych, nakłady operacyjne stanowią koszty, wykazuje się je w rachunku zysków i strat przedsiębiorstwa.
W prawie bilansowym Unii Europejskiej, dzielą się na:
- koszty sprzedaży
- koszty dystrybucji
- koszty ogólnego zarządu

Uwzględnia się w nich korekty wartości środków trwałych, czyli m.in. odpisy amortyzacyjne.